# Tazlina (Alaska)
Tazlina (Ahtna: Tezdlen Na) ist ein Ort und ein census-designated place (CDP) in der Copper River Census Area in Alaska in den Vereinigten Staaten. Das U.S. Census Bureau hatte bei der Volkszählung 2020 eine Einwohnerzahl von 244 ermittelt.

## Geographie
Tazlina befindet sich an der Mündung des Tazlina River in den Copper River. Der 359 m hoch gelegene Ort liegt am Richardson Highway (Alaska Route 4) 7 km südöstlich von Glennallen. 4 km nördlich der CDP-Grenze befindet sich der Abzweig des Glenn Highway vom Richardson Highway. Der Copper River bildet die östliche CDP-Grenze. Entlang der westlichen CDP-Grenze verläuft die Trans-Alaska-Pipeline. Die Tazlina Bridge überquert den Tazlina River etwa 3 km oberhalb dessen Mündung. Das Siedlungsgebiet von Tazlina liegt beiderseits des Tazlina River. Copperville liegt im Nordosten des CDP-Gebietes am westlichen Ufer des Copper River.
Das Tazlina CDP grenzt im Norden an das Glennallen CDP sowie im Süden an das Copper Center CDP und an das Silver Springs CDP.

## Geschichte
Ursprünglich gab es ein Fischerei-Camp der Athabasken. Diese wanderten den Copper River und dessen Zuflüsse auf und ab. Um das Jahr 1900 wurden beide Uferseiten des Tazlina River nahe seiner Mündung permanent besiedelt. Der U.S. Geological Survey (USGS) berichtete im Jahr 1914 von einem Roadhouse mit dem Namen „Tazlina“ nahe der Mündung des Tazlina River. Mit dem Bau der Trans-Alaska-Pipeline entwickelte sich der Ort weiter. Es wurde die Stammesorganisation „Native Village of Tazlina“ gegründet, die sich um die Belange der Gemeinde kümmerte.
Tazlina erschien beim Zensus 1980 als ein census-designated place. Beim Zensus 1990 wurde Tazlina umklassifiziert in eine „unincorporated Alaskan Native Village Statistical Area“ (ANVSA). Beim Zensus 2000 wurde Tazlina erneut ein census-designated place. Beim Zensus 2010 wurde das frühere Copperville CDP in das Tazlina CDP integriert.

## Demografie
Zum Zeitpunkt der Volkszählung im Jahre 2020 (U.S. Census 2020) hatte Tazlina 244 Einwohner auf einer Landfläche von 21,29 km². Von den Einwohnern waren 136 Weiße, 2 afrikanisch-amerikanischer sowie 77 amerikanisch-indianischer Abstammung. Beim Zensus 2010 wurde eine Einwohnerzahl von 297 ermittelt.